# Bekim Lumi
Bekim Lumi (ur. 17 grudnia 1966 w Suvej Rece, zm. 30 lipca 2018) – kosowski reżyser teatralny i dziennikarz, autor kilkudziesięciu prac (w tym esejów) o tematyce teatru oraz kultury zarówno w Kosowie, jak i w innych państwach. Uczestniczył w licznych międzynarodowych festiwalach spektakli teatralnych, które odbywały się między innymi w Szwajcarii, Niemczech, Włoszech, Grecji, Rumunii oraz w Bośni i Hercegowinie.

## Życiorys
W latach 1987–1991 studiował albanistykę na Wydziale Filologicznym Uniwersytetu w Prisztinie, następnie w latach 1992-1996 studiował na Akademii Sztuk Pięknych w Tiranie.
W latach 2002–2008 pracował jako dziennikarz dla Radia Wolna Europa oraz jako reżyser w Narodowym Teatrze Kosowa i w Teatrze Dodona. Wydawał i pełnił funkcję redaktora naczelnego czasopisma Loja o tematyce teatralnej, który ukazywał się w latach 2006-2010.
Od 2013 roku pracował jako profesor na Wydziale Artystycznym Uniwersytetu w Prisztinie.

## Wybrane spektakle[1]
- Arturo Ui
- Arushani & Fejesa
- Çifti Martin
- Dillerat
- Galani
- John Cage’s Hamlet
- Këmisha e gjakut
- Mësimi
- Nana dhe fëmija
- Shtëpia e Bernarda Albës

## Wybrane nagrody
W 2006 roku otrzymał główną nagrodę podczas Międzynarodowego Festiwalu Teatralnego w Lugano za sztukę pod tytułem Mësimi.
W 2016 roku za swoją działalność został nagrodzony przez kosowskie Ministerstwo Kultury.